# Jaroslava Němcová
Jaroslava Němcová, née le 27 avril 1971 à Považská Bystrica, est une femme politique tchèque membre d'ANO 2011.